# Copaifera langsdorffii

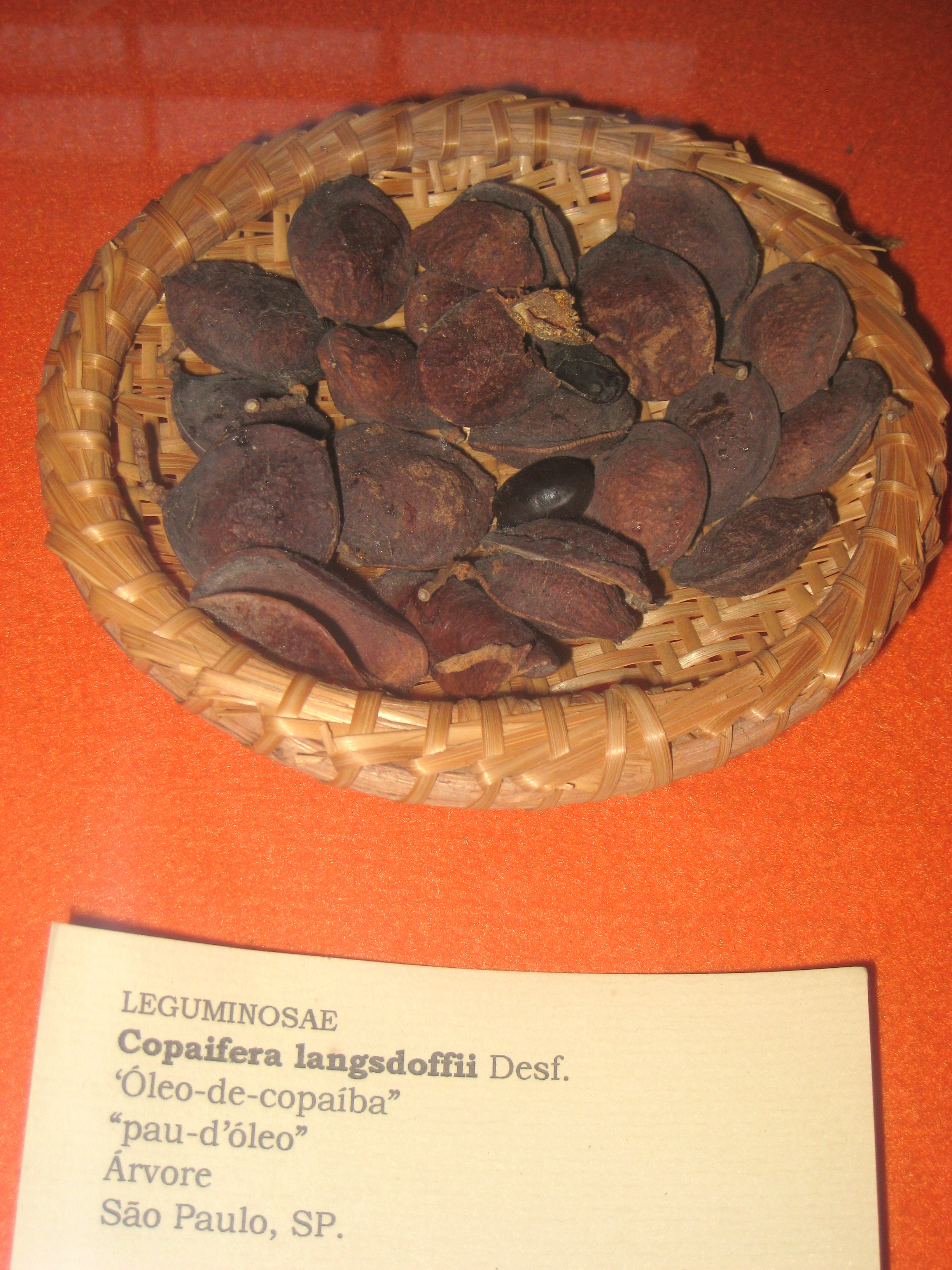
Vagens e sementes de copaíba no Museu Botânico Doutor João Barbosa Rodrigues, no Jardim Botânico de São Paulo, no Brasil

Copaifera langsdorffii Desf., popularmente conhecido como copaíba, copaibeira e pau-de-óleo, é uma árvore pertencente à família das Fabaceae e a subfamília das Leguminosae: Caesalpinioideaeu.
Essa espécie popularmente conhecida com antibiótico da mata, é muito utilizada na Amazônia com fins medicinais.
O período de frutificação vai de agosto a outubro.
No Acre a extração do óleo da copaíba vem sendo uma alternativa de diversificar a produção.

## Descrição
A madeira é vermelha e usada em marcenaria. As flores são brancas com manchas rosas. O fruto é uma vagem drupácea contendo uma semente.
Tende a medir de 5 a 35 metros de altura. Porém, em áreas de cerrado e caatinga sua altura varia de 1,80 a 13 metros de altura, tendo menor porte.
Seu tronco é cilíndrico, curvo e pequeno.
Sua casca, que tende a ter 17 mm de espessura, é áspera e se desprende facilmente quando a planta ainda é jovem. Sua coloração varia do cinza-escuro ao marrom, na parte externa, e avermelhada, na parte interna
Sua copa é ampla, porém com pouca folhagem, sendo difícil de ser confundida no meio natural por conta do tom de vermelho que atinge na primavera. Suas folhas medem de 2 a 4,5 cm de comprimento e 1 a 2 cm de largura, quando jovem a planta possui sua folhagem no tom de rosa claro.
Ocorre em lugares com altitude que varia de 15 m, encontrada em terrenos no Rio Grande do Norte e 1.740 m em uma serra em Minas Gerais.
Por se tratar de uma espécie produtora de óleo é indicada para plantação no sistema agroflorestal e em sistemas que sejam atrativas da fauna.

## Ocorrência natural
A espécie tem ocorrência no Brasil nos seguintes estados: Amazonas, Bahia, Ceará, Espirito Santo, Goias, Maranhão, Mato Grosso, Mato Grosso do Sul, Minas Gerais, Paraíba, Paraná, Pernambuco, Piaui, Rio de Janeiro, Rio Grande do Norte, Rondônia, São Paulo, Tocantins, Distrito Federal.
Já em escala global ocorre na Argentina, Bolívia e Paraguai.

## Etimologia
"Copaíba" e "copaibeira" vêm do termo tupi kupa'iwa. "Pau-de-óleo" é uma referência ao óleo extraído de seu caule.
A etimologia referente ao seu gênero científico Copaifera quer dizer “o que traz a copaíba”, já seu nome específico langsdorffii é em tributo ao botânico russo que possui o mesmo nome.

## Usos
Por ter uma madeira com grande resistência pode ser usada na construção civil, na produção de móveis, peças torneadas (usadas em maquinário).
Mas pode ser usada também como: energia (por conter alto teor de lignina), constituintes químicos (por conter alto teor de um polissacarídeo constituído de glucose, xilose e galactose), uso medicinal caseiro, em cosméticos e no reflorestamento e restauração ambiental.

## Sementes
É indicado colher os frutos quando a abertura é iniciada e as sementes são liberadas, após isso recomenda-se secar ao sol.

## Reprodução
Mesmo pouco estudada, a região de Lavras, MG, fez estudos na área e mostrou que a espécie é preferencial a reprodução mista. Tem a abelha como polinizador principal da espécie e as aves o principal agente dispersor das suas sementes.

## Pragas
A copaíba tem intensos ataques envolvendo espécies de cupins e alguns ataques de fungos na plântula.

## Informações ecológicas
A espécie tem um crescimento demorado.
São encontrados na floresta ombrófila, semidecídua, em áreas de mata ciliar e de cabruca, que se trata de um sistema ecológico de cultivo agroflorestal.